# Museet för filisteisk kultur

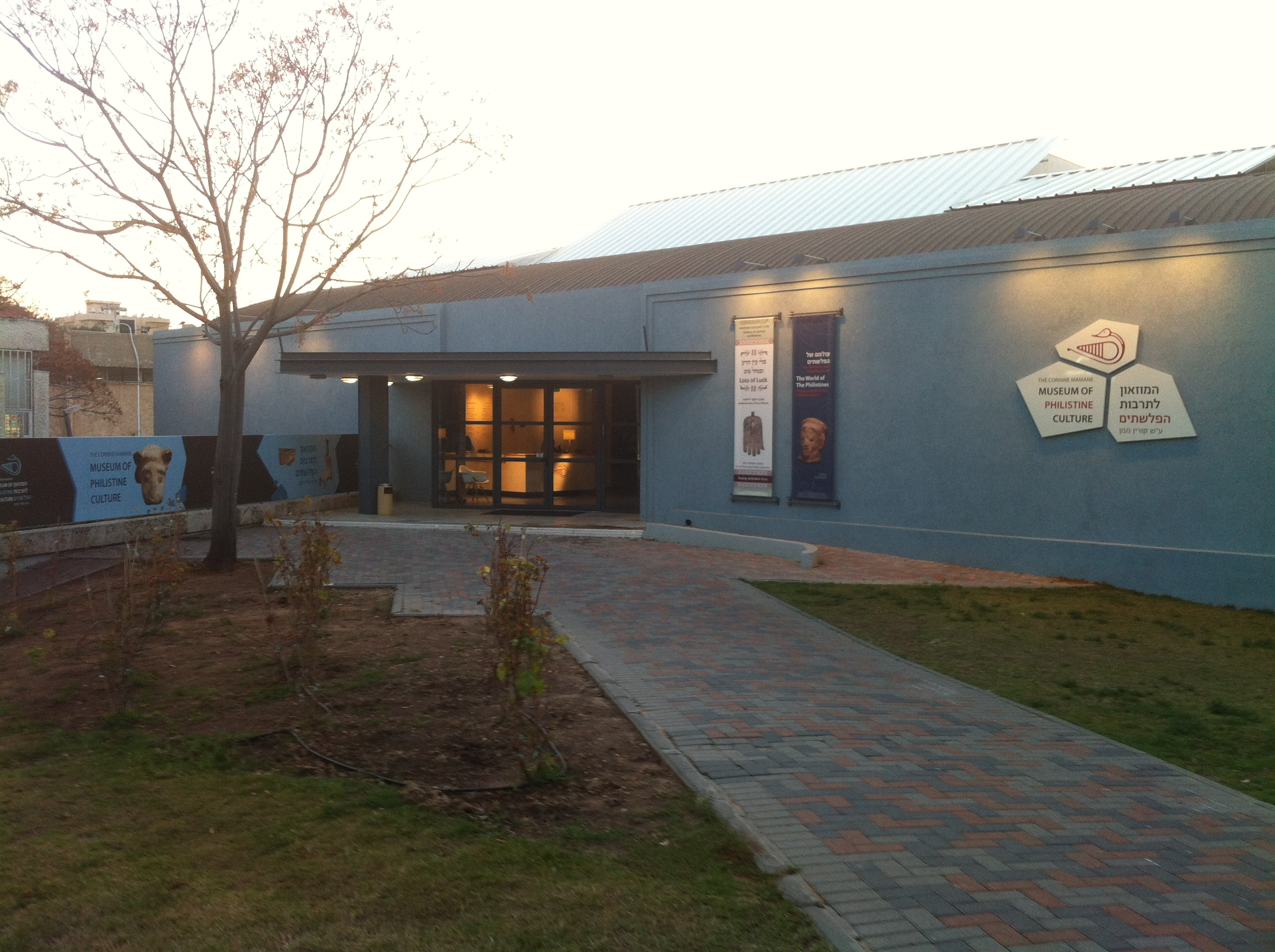

Museet för filisteisk kultur (המוזיאון לתרבות הפלשתים ע"ש קורין ממן – The Corinne Mamane Museum of Philistine Culture) är ett arkeologiskt museum i Ashdod, Israel. Det visar upp kultur relaterad till filistéer som bodde i området i staden. Museet är det enda museet i världen tillägnad filistéernas kultur. Det var det första museet som öppnade i Ashdod 1990.

## Galleri

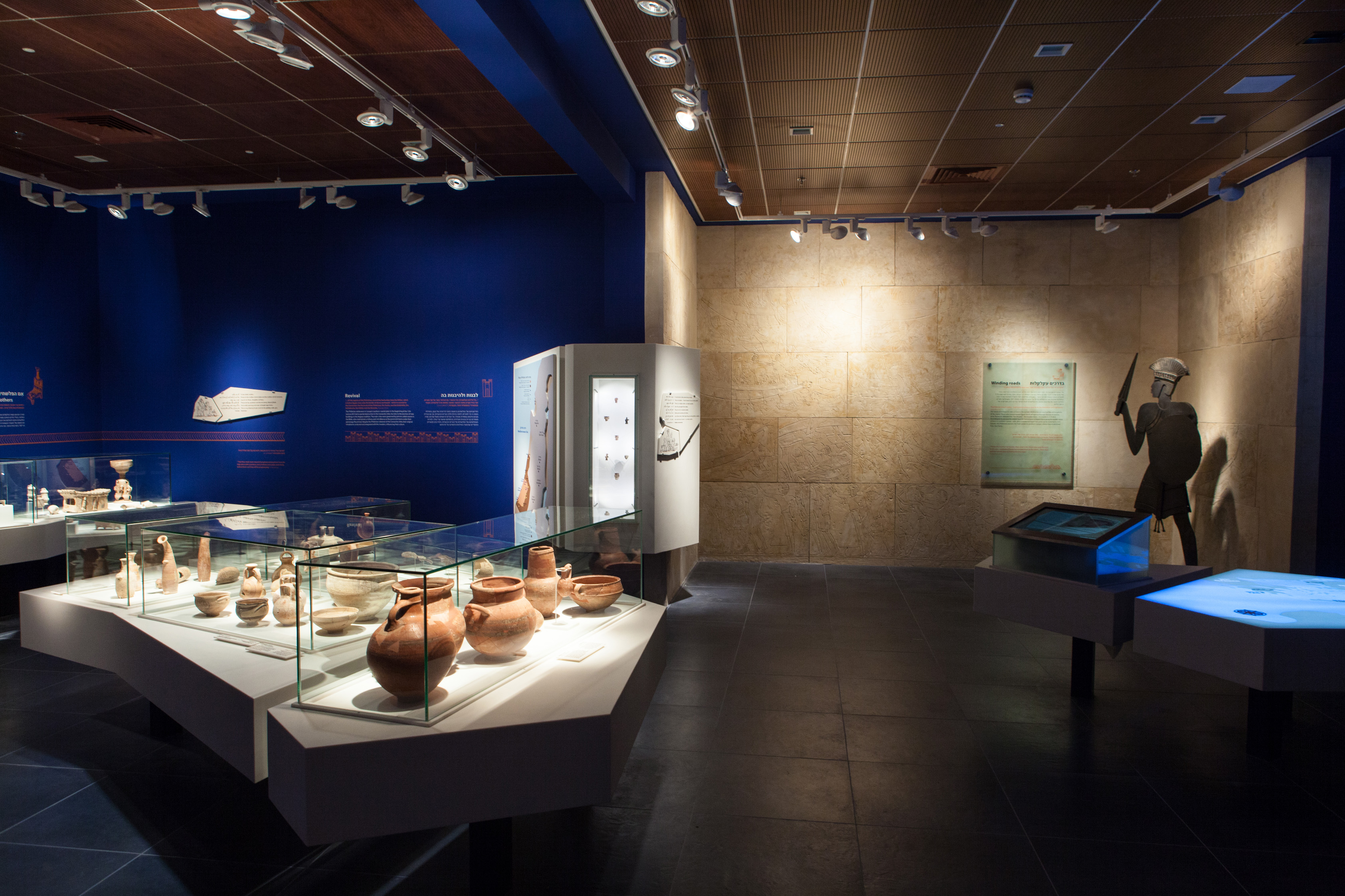
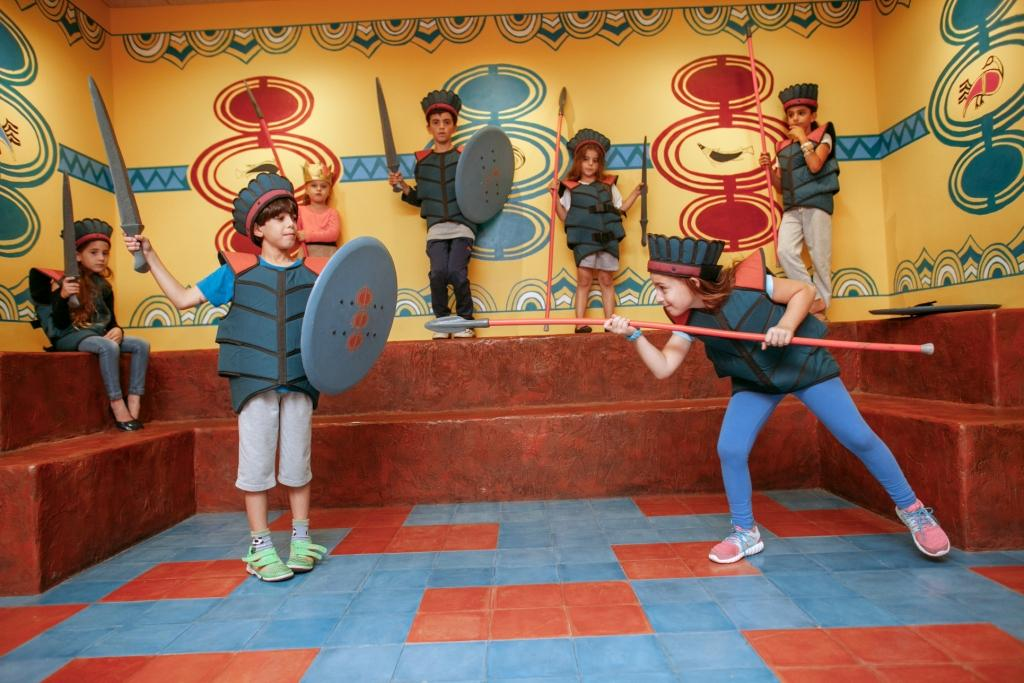